# Gayle Tufts

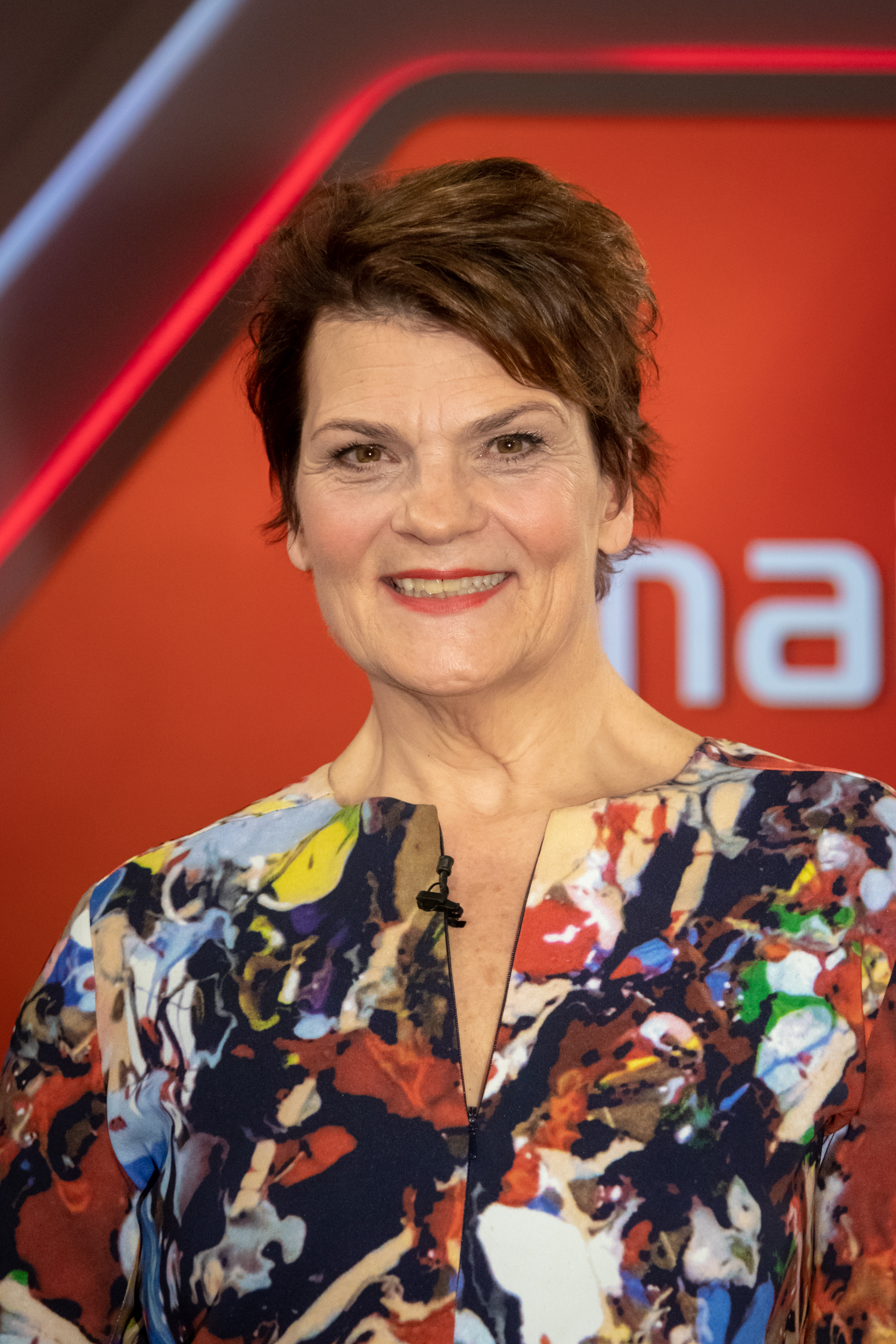
Gayle Tufts (2018)

Gayle Tufts (* 17. Juni 1960 in Brockton, Massachusetts) ist eine aus den USA stammende deutsche Entertainerin, die in Berlin lebt. Sie schreibt und produziert Shows mit Musik und Stand-up-Comedy auf Englisch und Deutsch, die sie zu dem für ihre Bühnenshow charakteristischen „Denglisch“ mischt.

## Leben und Karriere
Tufts wurde 1960 in Brockton, Massachusetts geboren und erhielt ihre Ausbildung in der Zeit zwischen 1978 und 1982 am New York University’s Experimental Theatre Wing. Sie arbeitete dort unter anderem mit den Regisseurinnen Anne Bogart und Yoshiko Chuma, den Schriftstellern Nicky Silver und Ain Gordon, dem Choreografen David Gordon und dem Komponisten Philip Glass zusammen. 1984 kam Tufts erstmals nach Berlin und tourte 1986 als Backgroundsängerin für Max Goldt und Foyer des Arts. Von 1988 bis 1994 arbeitete sie bei der Tanzfabrik Berlin als Performerin, Regisseurin (mit Dieter Heitkamp) und Lehrerin.
Seit 1991 lebt Tufts in Berlin. Sie arbeitete von 1991 bis 1998 mit dem Pianisten und Komponisten Rainer Bielfeldt zusammen; gemeinsam produzierten sie sechs Bühnenshows, veröffentlichten vier CDs und schrieben Bühnenmusiken für die Komische Oper Berlin und die niederländische Rotterdam Dans Group. 1998 erhielt Tufts den Kritikerpreis der Berliner Zeitung; ihr erstes Buch Absolutely unterwegs – eine Amerikanerin in Berlin erschien 1998 im Ullstein Verlag. Von März 2001 bis September 2008 hatte Tufts eine wöchentliche Radiokolumne Gayle’s Woche bei Radio Multikulti und Funkhaus Europa. 2001 und 2002 spielte sie in Disneys Der Glöckner von Notre-Dame im Musical Theater Stella in Berlin; 2002 und 2003 war sie Hauptdarstellerin der Weihnachtsrevuen Jingle Bells 2002 und Jingle Bells 2003 im Berliner Friedrichstadtpalast. Von 2003 bis 2005 präsentierte sie eine monatliche Happy Hour im Berliner Quatsch Comedy Club.
Im April 2004 präsentierte Tufts im Berliner Tipi am Kanzleramt die Bühnenshow Soul Sensation, in der sie ihre Biografie anhand ausgewählter Soul-Songs erzählte. Im November 2005 folgte eine Weihnachtsshow mit dem Titel White Christmas. Zur Leipziger Buchmesse im März 2006 erschien ihr zweites Buch Miss Amerika mit einer Sammlung autobiografischer Kurzgeschichten, die anschließend auch als Hörbuch veröffentlicht wurden. Eine Lesetour führte sie durch Deutschland, Österreich und die Schweiz. Im November 2006 präsentierte Tufts eine Fortsetzung der ersten Weihnachtsshow unter dem Titel White Christmas Again, die im selben Jahr vom RBB-Fernsehen ausgestrahlt wurde; 2008 erschien eine DVD zur Show. 2007 veröffentlichte sie ihr drittes Buch Weihnacht at Tiffany’s, in dem sie hinter die Kulissen ihrer Weihnachtsshow blickt und die Unterschiede zwischen Deutscher Weihnacht und American Christmas erzählt.

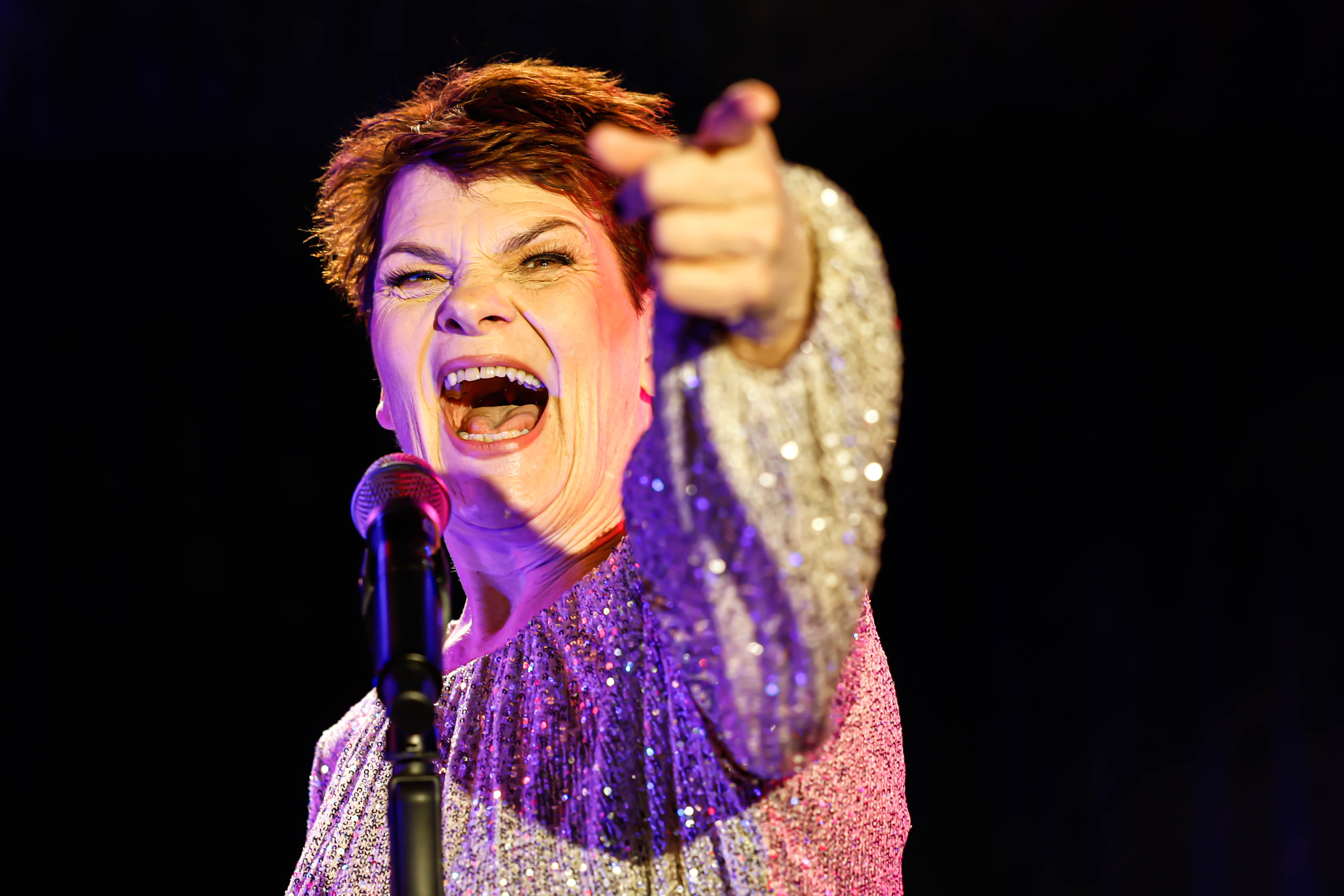
„Please Don’t Stop the Music“, Bar Jeder Vernunft (2023)

2010 entstand ihre sechsteilige Dokumentation Deutschland für Einsteiger, die ab November von ZDFneo ausgestrahlt wurde. Nach einer mehrmonatigen Bühnenabstinenz nach dem Tod ihrer Mutter in den USA stellte Tufts 2012 ihr Buch Some like it heiß und ihr gleichnamiges Bühnenprogramm vor. 2014 produzierte sie in Zusammenarbeit mit Marian Lux die Bühnenshow LOVE!, die zu Beginn der Deutschlandtour im Berliner Tipi am Kanzleramt Premiere hatte. Nach 26 Jahren in Deutschland nahm Tufts im November 2017 die deutsche Staatsbürgerschaft an. Neben allgemeinen und privaten Gründen nannte sie auch explizit die Wahl Donald Trumps zum US-Präsidenten als Motivation für diesen Schritt.
Im Februar 2019 wurde der Spielfilm Familie Lotzmann auf den Barrikaden (2016) von Axel Ranisch mit dem Grimme-Preis 2019 im Wettbewerb Fiktion ausgezeichnet. Tufts spielte im Film die Rolle der Brenda McAndrew, einer Elektronikmarktkettenbesitzerin. Im Juni 2020 moderierte sie die Verleihung des Deutschen Synchronpreises, die wegen der COVID-19-Pandemie in kleiner Gesellschaft live auf YouTube übertragen wurde. In der Spielzeit 2022/23 spielt sie am Theater Bremen die Titelrolle im Musical Hello, Dolly! 

## Bücher
- Absolutely Unterwegs – eine Amerikanerin in Berlin (1998) Ullstein Verlag
- Miss Amerika (2006) Gustav Kiepenheuer Verlag, Aufbau Taschenbuch
- Weihnacht at Tiffany's – Weihnachten auf Denglisch (2010) Aufbau Verlag
- Some like it heiß (2012) Rütten & Loening
- American Woman: How I lost my Heimat und found my Zuhause (2017) Aufbau Taschenbuch